# Camile Velasco
Ciara-Camile Velasco Roque (Macati, 1 de septiembre de 1985), más conocida como Camile Velasco, es una cantante filipina-estadounidense. Fue una de las finalistas de la tercera temporada del programa de televisión American Idol. Además, tiene ascendencia irlandesa y española. Su familia más se trasladó a Haikú, Maui, ubicada en las islas Hawái. Antes de American Idol, Velasco fue una compositora y que trabajaba con sus padres en un Restaurant en Kahului. Desde entonces, ha publicado un solo álbum discográfico con Universal / Motown, encabezado por los eventos en California y Hawái. En otros lugares, está trabajando actualmente con otros registros por encima para completar un nuevo álbum.

## Créditos

### Canciones realizadas en American Idol (televisión)
- "Listo o No" - The Fugees Audición
- "Un Grito Última" - Brian McKnight Semifinales, 2 º Grupo
- "Hijo de un predicador Hombre" - Dusty Springfield Alma Semana
- "Desperado" - Águilas País Semana
- "Por una vez en mi vida" - Stevie Wonder Motown Semana
- "Goodbye Yellow Brick Road " Week - Elton John Elton John Semana
- "Til you come back to me" Stevie Wonder

## Discografía

### Álbumes
- 2009: "Koy"

### Síngles
- 2005: "Hangin On"
- 2008: "Jalea de Guayaba" (feat. Stephen Marley)